# ديانة حورية

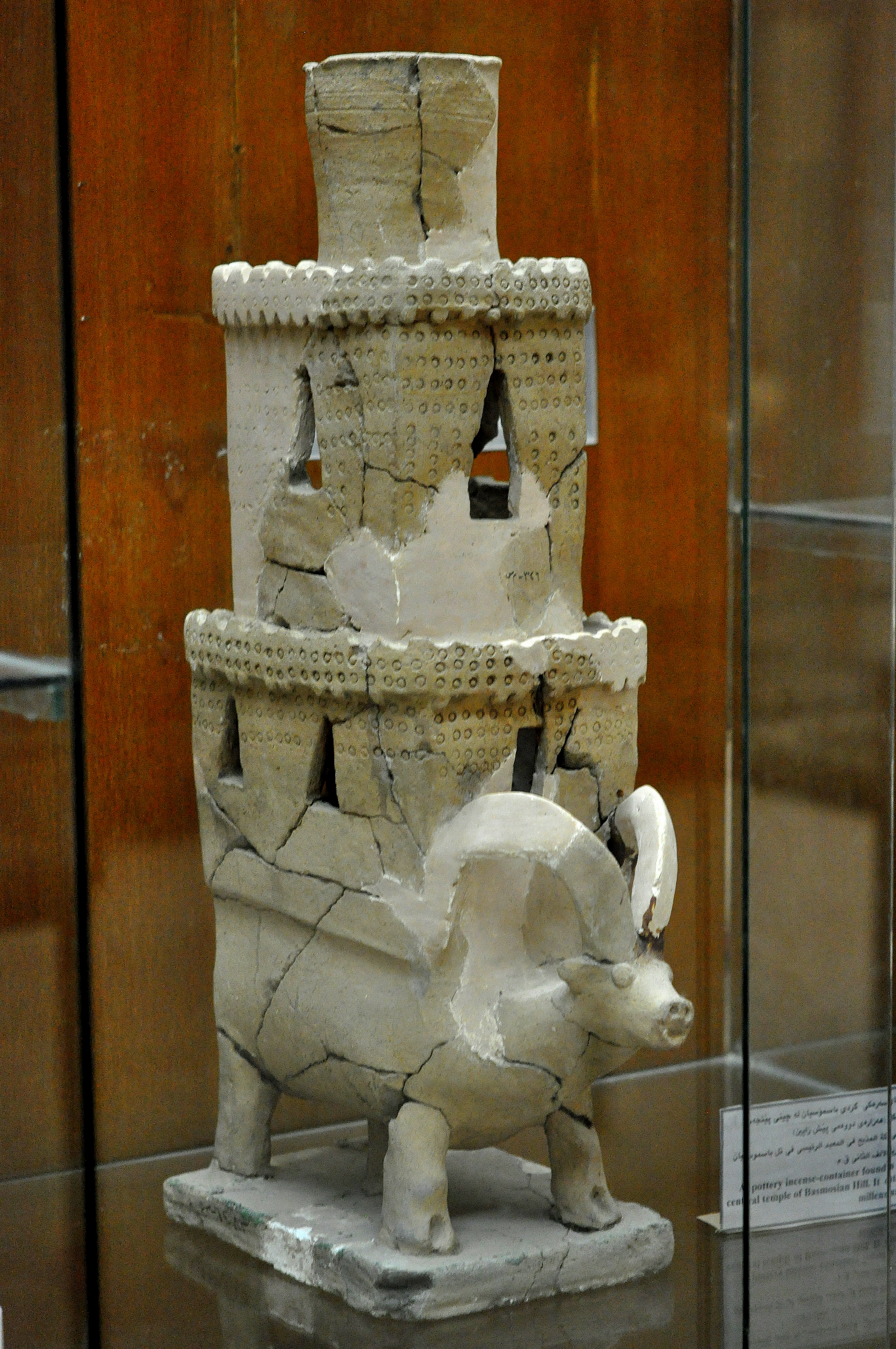
وعاء بخور حوري

الديانة الحورية هي الديانة القديمة للحوريين، وهم شعب من العصر البرونزي سكنوا في الشرق الأدنى. استقر هذا الشعب على مساحة واسعة، لذا كانت هناك اختلافات بينهم، خاصةً بين الحوريين الشرقيين حول نوزي وعرفة والحوريين الغربيين في سوريا والأناضول. أثرت الديانة الحورية تأثيرًا قويًا على الديانة الحيثية منذ القرن الرابع عشر قبل الميلاد، وصوّرت الآلهة الحورية في النقوش الصخرية للقرن الثالث عشر في الحرم الحيثيي الهام في يازيليكايا.

## الأدلة
هناك الكثير من الأدلة على الدين الحوري واختلافاته الإقليمية. يأتي أقدم دليل من أوركيش ويعود إلى الألفية الثالثة قبل الميلاد.
تُعد مواد الأراشيف الحيثية للعاصمة الحيثية خاتوشا من أغنى المصادر، تألفت جزئيًا من نصوص باللغة الحورية ومن أعمال حورية مترجمة إلى اللغة الحيثية. بقيت العديد من نصوص الطقوس الحورية من أوغاريت، مكتوبة بالأبجدية الأوغاريتية، وتألفت أغلبها من قوائم الآلهة. تقدم رسائل تل العمارنة من توشراتا ملك ميتاني ووثائق المعاهدة دليلًا على الديانة المتأثرة بالديانة الحورية الممارسة بين شعب ميتاني. وتحتوي أرشيفات فرادى المدن السورية، مثل إيمار وماري وألالاخ، على نصوص حورية أيضًا. تختلف أدلة الحوريين الشرقيين للغاية وتُقدم النصوص دليلًا على الآلهة المدنية فقط.

## الآلهة
عبد الحوريون عددًا كبيرًا من الآلهة المستمدة من ثقافات مختلفة، وخاصةً بلاد ما بين النهرين وسوريا. توافق العديد منها مع آلهة بلاد ما بين النهرين وسوريا مع مرور الوقت؛ فمثلًا عُرف شاوشكا مع عشتار نينوى، وتيشوب مع إله الطقس في حلب، وكوشوخ مع إله القمر سين فون خاران وإله الشمس شيميج مع شمش سيبار. تبنى هذا التوفيق الشركاء الأصليين للآلهة أيضًا، مثل خبات السورية كزوجة لتيشوب لدى الحوريين الغربيين، ونيكال كزوجة لإله القمر، وآية كزوجة لإله الشمس.
كان إله الطقس تيشوب الإله الرئيسي للحوريين. عبد جميع الحوريين أيضًا شاوشكا، إله الحب والحرب، وإله الخصوبة كوماربي، وإله القمر كوشوخ وإله الشمس شيميج. عبد الحوريون الغربيون فقط خيبات وابنها شاروما، اللذان كانا من أصل سوري. وكانت الإلهة الأم خودينا خوديلورا، وإلهة القسم السورية إشارا وكوبابا، وكذلك إله الحكمة في بلاد ما بين النهرين، إيا (إيا شاري) وإله الموت اوجور من الآلهة الهامة الأخرى.
قُسمت الآلهة، على الأقل لدى الحوريين الغربيين، إلى مجموعات من الذكور والإناث، كما يتضح في قوائم كالوتي من خاتوشا. قاد تيشوب بمختلف مظاهره الآلهة الذكور (إنّا تاروخنا)، بينما قادت خيبات وأطفالها الآلهة الإناث (إنا آشتوخنا). يُعد ترتيب الآلهة والإلهات في هذه القوائم غير ثابتًا تمامًا، ولكن تُظهر قوائم الآلهة من خاتوشا وأوغاريت تشابهًا واضحًا. يُشترك أيضًا وجود مجموعات الآلهة، وخاصة الآلهة الآباء (إنا أتينيفينا) في هذه القوائم. لا تُعرف أي قوائم مماثلة للآلهة من المنطقة الحورية الشرقية.
تُعتبر الدايدات أو الآلهة المزدوجة التي تشترك في عبادة واحدة نموذجية أيضًا للحوريين. فشكلت خيبات وابنها شاروما مثلًا الدايد خيبات-شاروما.